# Enquête sur la monarchie
L'Enquête sur la monarchie est un livre de l'homme politique français Charles Maurras, journaliste à la Revue d'Action française puis directeur de L'Action française, publié pour la première fois en 1900 dans la Gazette de France. L'Enquête sur la monarchie est le point de départ d'un renouvellement du courant royaliste en France. Un renouveau qui se fonde sur l'élaboration d'une nouvelle doctrine « qui substitue à l’ancien royalisme parlementaire et conservateur une conception de la monarchie qui se veut traditionnelle et nationaliste », et le développement symétrique de l'Action française née en 1899.

## Présentation

### Composition
Les deux premières éditions sont publiées dans la Gazette de France en 1900.
La premier livre intitulé Chez nos exilés rapporte les entretiens conduits par Maurras avec André Buffet, chef du bureau politique du duc d'Orléans, le comte Eugène de Lur-Saluces, président des comités royalistes du Sud-Ouest.
Le deuxième livre intitulé Les réponses compile les lettres reçues de personnalités connues ou inconnues à la suite de la parution du livre précédent auxquelles répond Charles Maurras.
Le troisième livre intitulé Jules Lemaître et son ami, daté de 1903, réunit sept articles écrits par l'écrivain et critique dramatique français éponyme. Ces textes sont suivis en appendice d’une lettre de ralliement d’Octave Tauxier et d’un manuscrit inédit Dictateur et roi. Cette œuvre journalistique est réunie en un seul volume en 1909. En 1925, la nouvelle édition joint un Discours préliminaire qui apporte des éclaircissements sur certains éléments.
Guillaume Bacot, ancien directeur de la Revue française d’histoire des idées politiques, y voit un ensemble « assez disparate, pour ne pas dire franchement désordonné » mais discerne tout de même une ligne directrice : le rétablissement de la monarchie.

### La conception de la monarchie

#### Une monarchie antiparlementaire et tempérée
Maurras promeut une monarchie antiparlementaire contrairement aux deux précédentes expériences que sont la Restauration de 1814 à 1830 et la Monarchie de Juillet de 1830 à 1848. Pour Maurras, il faut nécessairement « un roi qui règne et qui gouverne » affranchi du « joug anarchique des députés » en rupture avec la monarchie parlementaire où le roi est cantonné à des fonctions symboliques. Cette monarchie serait tempérée par des « conseils et assemblées représentatives appelées même à consentir les lois et les impôts nouveaux ». Maurras s'appuie sur les exemples du cardinal de Richelieu, Henri IV et Louis XIII et dénonce la déviation amorcée sous Louis XIV et l'absolutisme royal.

#### Une monarchie scientifique
Pour Maurras, la nouvelle conception monarchique est censée reposer sur une « monarchie scientifique » dont la légitimité ne repose pas sur les « mysticismes » du droit divin ou du contrat social.

« À d’autres, [...] le vieux droit divin, solennelle sottise des courtisans inintelligents du passé ! »

— Charles Maurras, Le Soleil, 1er juillet 1900
L'Enquête sur la monarchie entend démontrer par un raisonnement scientifique la nécessité de la monarchie à la façon des positivistes. Charles Maurras convoque l'expérience et « l'autorité mathématique de la raison » pour en arriver à la conclusion que la monarchie est l'unique régime qui saurait répondre aux besoins de la France et des nationalistes.

« On démontre la nécessité de la Monarchie comme un théorème. La volonté de conserver notre patrie française une fois posée comme postulat, tout s'enchaîne, tout se déduit d'un mouvement inéluctable. »

— Charles Maurras, Enquête sur la monarchie, 1900
Loin de l'idéalisme, Maurras prétend traiter de la monarchie telle qu'elle était et ne pas s'appuyer sur une vision biaisée des siècles passés.

#### Une monarchie héréditaire

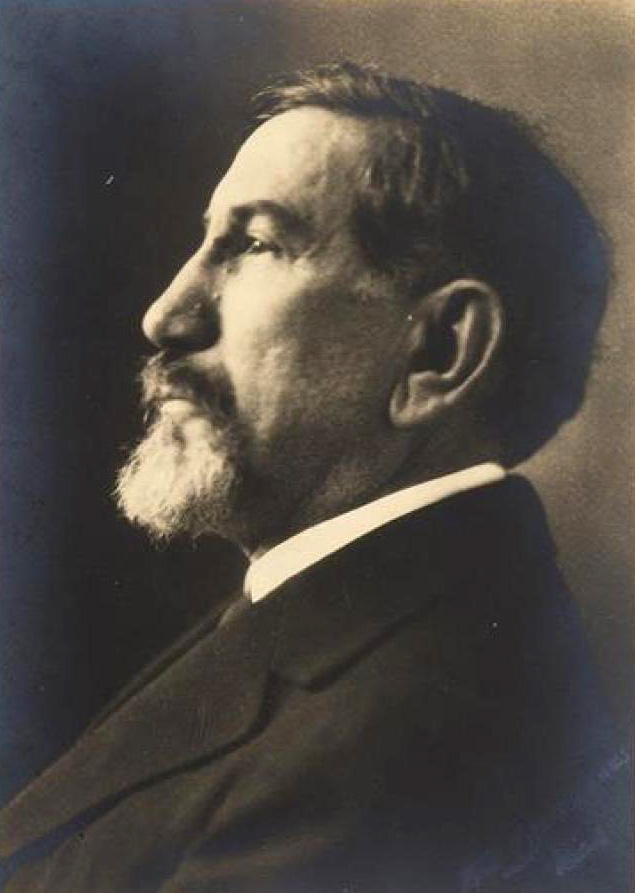
Charles Maurras (1868-1952).

Chez Maurras, l'hérédité constitue la clef de voûte de la monarchie. D'après lui, « les institutions monarchiques assurent toujours le meilleur gouvernement possible, quelles que soient les vertus de l’héritier du trône ». Indépendamment, des qualités des rois, qui « ne furent d’ailleurs pas le plus souvent des hommes exceptionnels », l'hérédité disposerait le souverain à fortifier la nation. Ce serait donc l'hérédité monarchique elle-même qui garantirait le bon gouvernement du pays car la France deviendrait le patrimoine d'une famille dont le roi aura toujours « un intérêt fondamental à bien gouverner ». L'hérédité permettrait une fusion de « l’identité des intérêts d’une dynastie nationale avec les intérêts mêmes de la nation ». Par atavisme, le roi dépositaire de ce patrimoine aurait ainsi tout intérêt à le préserver et le faire fructifier pour ses successeurs.

« Un souverain héréditaire est trop directement intéressé au bien public pour gouverner uniquement d’après son humeur ou d’après un système […]. Sa nature profonde, sa fonction nécessaire et naturelle ou, si vous préférez user du langage des géomètres, sa position l’obligent à se régler sur les nécessités du salut public. »

— André Buffet, cité dans Enquête sur la monarchie
L'hérédité prédispose aussi les dauphins à l'exercice du « métier de roi » de par l'éducation reçue dès leur plus jeune âge. De plus, l'hérédité libèrerait aussi de l'instabilité politique provoquée par le système des partis.

« L’hérédité libère encore des contraintes électorales et des caprices de l’opinion, permettant notamment de ce fait cette décentralisation que la nécessité de contrôler les élections empêche absolument la République de réaliser... »

— Guillaume Bacot

#### Une monarchie décentralisée
Dans l'Enquête sur la monarchie, André Buffet et le duc d'Orléans sont convaincus que le déclin de la Monarchie remonte à Louis XIV lorsque celui-ci rompt avec la décentralisation à laquelle les deux hommes attribuent la longévité et le succès du régime monarchique. Le duc d'Orléans promet donc des institutions décentralisées et de s'attacher aux fonctions régaliennes et donc aux « affaires supérieures de la nation ».
Le roi gouvernerait par conseils en s'appuyant sur les assemblées représentatives qui auraient un rôle d'information, de doléances et de contrôle. Charles Maurras ne détaille pas le système mais enjoint de lire les écrits corporatistes de René de La Tour du Pin sur le même sujet.

### Les trois types de mauvais roi
L'Enquête sur la monarchie envisage trois hypothèses problématiques : « celle d’un roi incapable, celle d’un roi faillible et celle d’un roi malveillant ».
Si le roi est incapable ou fou, Maurras balaye d'un revers cette hypothèse en proposant l'institution d'une régence comme il est de coutume pour les rois mineurs. Cependant, Maurras ne cherche pas à savoir « si ces régents seront tout autant comptables du bien public que les monarques héréditaires ».
Si le roi est faillible, autrement dit qu'il peut se tromper, Maurras reconnaît qu'un monarque n'est pas exempté de faire des erreurs. Toutefois, dans sa position de souverain dynastique, le roi serait « plus intéressé que personne à éviter l’erreur ou, s’il la commet, à la sentir, et, quand il l’a sentie à la corriger ». En outre, le roi pourrait compenser ses défauts en s'entourant de serviteurs de l'État compétents. Dans le cas où le roi se tromperait encore avec de mauvais conseillers, le roi demeurerait « toujours soucieux de déceler les fautes commises et de réparer les dommages qui en résultent au plus vite » tandis que dans la démocratie « le souci vigilant de l’intérêt public est cruellement dispersé dans la démocratie ».
Enfin, si le roi est malveillant c'est-à-dire « uniquement préoccupé de ses jouissances et de ses plaisirs immédiats », Maurras relativise les nuisances provoquées par le souverain. En dépit de ses maîtresses et de ses déboires, le roi continue d'incarner l'unité et la continuité de l'État en plus d'être retenu par la crainte de perdre son trône.

« Il est aisé de se rendre compte qu’un mauvais roi, conscient, responsable et nominatif, tremblant au moins pour ses jours s’il ne tremble pour l’avenir de sa dynastie, se trouve, par la force des choses, infiniment plus limité dans ses caprices qu'un pouvoir collectif et inconscient, où les responsabilités, toujours divisées, sont très facilement éparpillées sur un très grand nombre de têtes. »

— Charles Maurras, Enquête sur la monarchie
Ainsi, aussi funeste que puisse être le règne d'un roi malveillant, celui-ci serait moins désastreux que « les caprices parlementaires ou dictatoriaux de la souveraineté nationale ». Maurras en veut pour preuve que même sous le règne de Louis XV de 1715 à 1774, la France n'a pas connu de « désastres comparables aux trois invasions de 1814, de 1815 et de 1870 ». Ce raisonnement sera encore conforté par les deux autres invasions germaniques lors des deux guerres mondiales en 1914 et 1940.

## Critique
En définitive, Maurras conclut que « la seule restauration des institutions monarchiques [...] est censée suffire à garantir le meilleur gouvernement ». L'analyse dressée par Guillaume Bacot reproche à Maurras de ne concevoir la restauration de la monarchie qu'à travers ce seul biais.

## Autour du livre
Jean-Paul Sartre, âgé de vingt ans, emprunta un exemplaire de l'Enquête sur la monarchie à la Bibliothèque des Lettres de l’École Normale Supérieure.
Le livre de Charles Maurras a été décliné par d'autres auteurs en différentes régions. En 1909, Henry Cellerier publie son Enquête périgourdine sur la monarchie. L'année suivante,  Paul Courcoural publie son Enquête politique en Pays charentais (1910) et en 1914, Marcel de la Bigne de Villeneuve publie son Enquête bretonne sur la monarchie.